# Freedom, Quận Sauk, Wisconsin
Freedom là một thị trấn thuộc quận Sauk, tiểu bang Wisconsin, Hoa Kỳ. Năm 2010, dân số của thị trấn này là 428 người.